# Union des syndicats autonomes de Madagascar
La Union des syndicats autonomes du Madagascar (USAM), est une confédération syndicale malgache. Elle est affiliée à l’Organisation de l’unité syndicale africaine (OUSA) et à la Confédération syndicale internationale (CSI). 

## Histoire
En 2016, la CSI Confédération syndicale internationale, relate un conflit d'entrave au droit de grève à la Compagnie d’eau et d’électricité Jirama, au cours duquel, Oliva Andrianalimanana, président de l’Union des syndicats autonomes de Madagascar (USAM) est arrêté et en emprisonné

## Dirigeants

### Président
- Oliva Andrianalimanana